# Eerste persoon (computerspelterm)

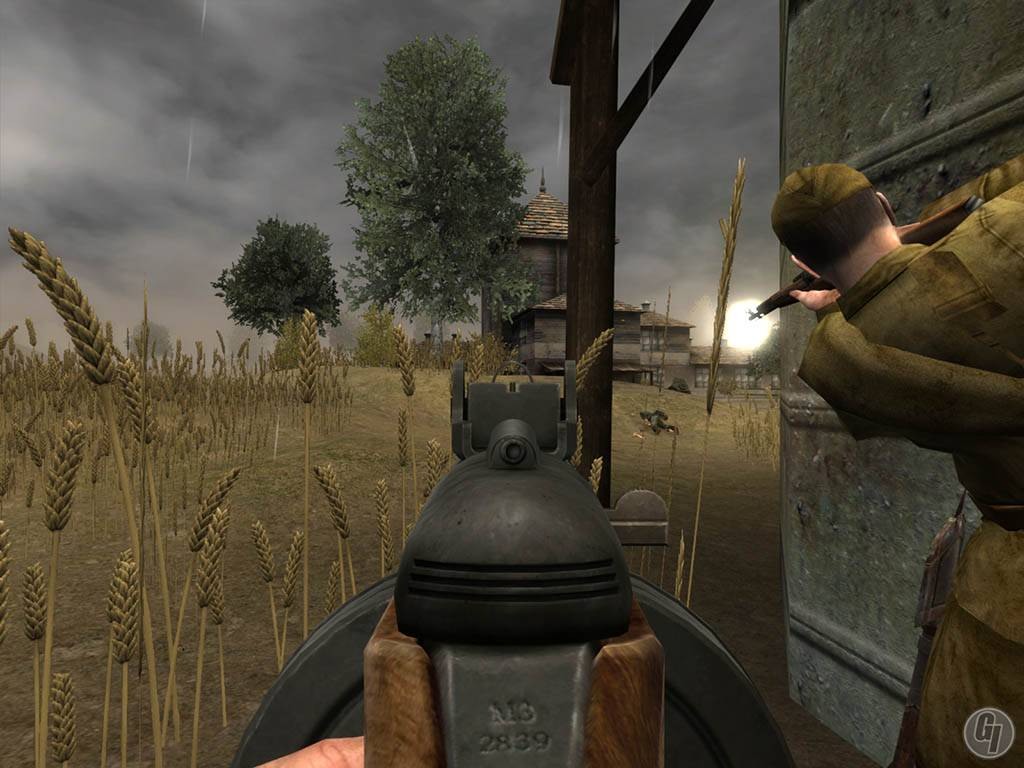
Het schietspel Red Orchestra: Ostfront 41-45 maakt gebruik van een eerstepersoonsperspectief

De term eerste persoon (in het Engels first-person) duidt in computerspellen op het perspectief dat de speler in het spel heeft. Het eerstepersoonsgezichtsveld hoeft niet direct op het perspectief vanuit een persoon te slaan, zo is het perspectief vanuit bijvoorbeeld een helikopter of auto soms ook in de eerste persoon. Het bekendste genre dat het eerstepersoonsgezichtsveld gebruikt is de first-person shooter.

## Spelmechanieken
De speler in spellen in de eerste persoon kijken meestal vanuit de ogen van een personage in een spel. Voornamelijk zijn dan enkel de armen en handen van het personage te zien, mogelijk met de toevoeging van bijvoorbeeld een wapen in first-person shooters of een stuur in racespellen.
Singleplayerspellen met een eerstepersoonsgezichtveld hoeven de animaties van de speler niet uitgebreid te simuleren omdat dit toch niet zichtbaar zal zijn voor de speler. Tevens hoeft er door de ontwikkelaar geen automatische camerabeweging geïmplementeerd te worden zoals dat in spellen in een derdepersoonsgezichtsveld nodig is. 